# Anatolische Sprachen

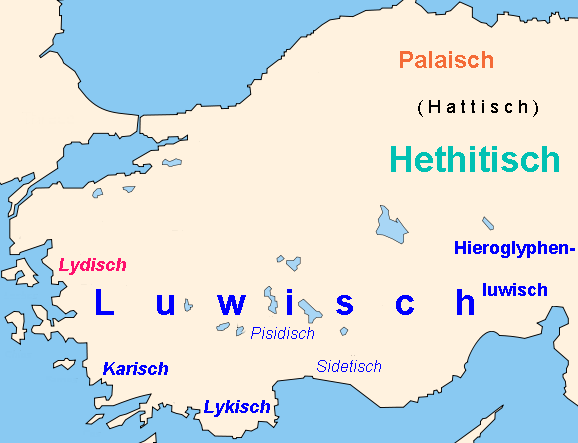
Verbreitung der anatolischen Sprachen während der Bronzezeit und Antike

Die anatolischen Sprachen bilden einen ausgestorbenen Sprachzweig der indogermanischen Sprachfamilie und wurden in Anatolien im zweiten und ersten Jahrtausend v. Chr. gesprochen. Ihr wichtigster Vertreter ist das Hethitische. Die ältesten bislang gefundenen indogermanischen Schriftzeugnisse (17. Jahrhundert v. Chr.) sind auf hethitisch verfasst.

## Herkunft und Verwandtschaftsbeziehungen
Die anatolischen Sprachen bilden einen eigenständigen Zweig des Indogermanischen. Nach der derzeit in der Indogermanistik meistenteils vertretenen Theorie wären die Träger der anatolischen Sprachen aus dem unteren Wolgagebiet (Südrussland) wahrscheinlich über die Balkanhalbinsel (alternativ über den Kaukasus) nach Kleinasien eingewandert. Anhänger der konkurrierenden Anatolien-Hypothese (zum Beispiel Colin Renfrew; in sprachtypologischer Hinsicht besonders Gamkrelidze-Ivanov) sehen aber Kleinasien selbst als die ursprüngliche Heimat der Indogermanen an; die Träger der anatolischen Sprachgruppe wären demnach weitgehend in ihrem ursprünglichen Siedlungsgebiet geblieben. Renfrews (et aliorum) Hypothesen besitzen überdies den Vorteil, dass sie die „pontische“ Steppen-Theorie nicht ausschließen; nach Gamkrelidze-Ivanov zogen die Träger der späteren illyrischen, italo-keltischen, baltoslawischen und germanischen Sprachgruppen (noch gemeinsam? Gamkrelidze-Ivanov bezeichnen diese sprachliche Großeinheit jedenfalls als Old European Dialects) wahrscheinlich westlich des Kaspischen Meeres, vielleicht auch östlich, nach Norden und besiedelten dort den Raum nördlich des Schwarzen Meeres. Die übrigen Sprachgruppen trennten sich ohne Umweg über diesen Siedlungsraum aus dem ursprünglichen Sprachgebiet in direkter Linie in ihr späteres Heimatgebiet (insbesondere Tocharisch, Indoiranisch, Griechisch, Phrygisch, Armenisch und Albanisch).
Die anatolischen Sprachen sind die ältesten schriftüberlieferten indogermanischen Sprachen. Zur Zeitstellung nehmen vergleichende Betrachtungen des mykenischen Griechisch, der ältesten hethitischen Schriftzeugnisse und der ältesten indischen und iranischen Schriftdenkmäler eine gemeinsame Ursprache grob um 3000 v. Chr. an. Gert Klingenschmitt stellte 2005 folgende Überlegung dazu an: Der durch Schriftdenkmäler bezeugte mykenische Dialekt um 1200 v. Chr. weist bereits eine historische Orthographie auf. Die Schrifttradition des Griechischen dürfte daher bereits älter sein und um 1400 v. Chr. begonnen haben. Das Griechische war zu jener Zeit außerdem bereits geringfügig dialektal differenziert, so dass man für das Urgriechische die erste Hälfte des zweiten Jahrtausends v. Chr. annehmen darf. In etwa die gleiche Zeit dürfte das Urindoiranische, die anzunehmende Grundsprache des Indischen und Iranischen, reichen.
Die früheste Bezeugung hethitischer Wörter (namentlich išpatallu, 'Nachtquartier' und išḫuil, 'Lohnvertrag') in den altassyrischen Texten Anatoliens (19. oder 18. Jahrhundert v. Chr., vgl. Kültepe § Bevölkerung) lässt vermuten, dass der spätestmögliche Zeitpunkt für das Uranatolische am Ende des dritten Jahrtausends v. Chr. liegt. Die hypothetische indogermanische Ursprache müsste somit in die Zeit um 3000 v. Chr. gestellt werden oder etwas jünger. (Viel jünger aber nicht, da die Aufspaltung der indogermanischen Sprachen wohl nicht lange nach der Erfindung des im gemeinsamen Grundwortschatz vorkommenden Rades wahrscheinlich um 3500 v. Chr. stattfand.) Die oft gemachte Annahme von 4000 v. Chr. hält Klingenschmitt damit für unwahrscheinlich. (Diese Schlussfolgerung gilt freilich in umso stärkerem Maße für die Anatolien-Hypothese, die sogar eine Datierung um etwa 7000 v. Chr. voraussetzt.)

## Veränderungen vom Urindogermanischen zum Anatolischen
Phonologie: Die aspirierten Medien sind mit den einfachen Medien vollständig zusammengefallen; Tenues und *h₂ (wohl [χ] wie in Bach) zwischen unakzentuierten Moren werden stimmhaft und verschmelzen mit dem Ergebnis dieses Zusammenfalls. (Später werden die Tenues zu Geminaten, jedenfalls zwischen Vokalen, und die Medien stimmlos.) Die Laryngale sind oft, im Uranatolischen vielleicht noch nahezu vollständig, als eigene Phoneme erhalten, mindestens der zweite, teils offenbar auch der dritte. Die Lautfolge *h₂w wird zu einem eigenständigen uranatolischen Phonem *χʷ. Unakzentuierte aus dem Urindogermanischen ererbte Langvokale werden gekürzt. Die Fortsetzung des uridg. Langvokals *ē [eː] kontrastiert mit dem Ergebnis von *eh₁, das zu einem offeneren *ǣ [ɛː] wird. Bereits früh, möglicherweise aber noch nicht im Uranatolischen, wird uridg. *ei̯ monophthongiert und fällt mit uridg. *ē zusammen, während uridg. *eṷ mit *ū aus anderen Quellen zusammenfällt. Weitere Entwicklungen sind einzelsprachlich.
Nominalmorphologie: Alle Kasus der indogermanischen Ursprache wurden erhalten; Dativ und Lokativ weisen jedoch im Althethitischen dieselben Endungen auf. Der althethitische Ablativ und Instrumental unterscheidet keinen Numerus mehr. Ein Femininum existiert im Anatolischen nicht, allenfalls Spuren (d. h., es gibt nur ein Genus commune und ein Neutrum); wahrscheinlich gab es aber auch im Urindogermanischen noch kein vollständig grammatikalisiertes Femininum. Dafür entwickelt das Anatolische Split-Ergativität, markiert durch ein „individualisierendes“ Suffix *-ent-, das erlaubte, Neutra als Subjekte transitiver Verben einzusetzen.
Verbalmorphologie: Das anatolische Verbalsystem weist erhebliche Unterschiede zur Verbalmorphologie der anderen indogermanischen Sprachzweige auf. Das anatolische Verb verfügt über zwei Tempora (Präsens und Präteritum), zwei Modi (Indikativ und Imperativ) sowie zwei Diathesen (Aktiv und Mediopassiv). Von den Modi Konjunktiv und Optativ finden sich keine Spuren; sie sind wahrscheinlich nie aufgebaut worden. Über den Ursprung der ḫi-Konjugation existieren die verschiedensten Hypothesen (aus dem Medium, aus dem Nomen, aus der thematischen Verbalflexion oder aus einer gänzlich hypothetischen grundsprachlichen h₂e-Konjugation); nach einer älteren Hypothese entstammt sie einem unreduplizierten Perfekt wie etwa grundsprachlich *ṷói̯d-h₂e „ich weiß“. Keine der Hypothesen kann jedoch überzeugend erklären, warum es beispielsweise zu den „normalen“ mi-Verben keinerlei Funktions- und Bedeutungsunterschiede gibt, warum die ḫi-Konjugation bei nasalinfigierten und bestimmten suffigierten Verben auftritt, warum sie ein ganz normales Mediopassiv bei sich hat und vor allem, warum die Pluralendungen identisch mit denen der mi-Verben sind. Hinsichtlich der Endungen besteht der einzige Unterschied zu den mi-Verben – in einem trotz aller Ursprünglichkeit sehr formenreichen Verbalsystem (Mediopassiv; vollständig erhaltenes ererbtes Stativ-System) – darin, dass anstelle von (1.Sg.) *mi, (2.Sg.) *si und (3.Sg.) *ti als Singularendungen (1.Sg.) *h₂ei̯, (2.Sg.) *th₂ei̯ und (3.Sg.) *ei̯ verwendet werden. Das weist deutlich darauf hin, dass der Gebrauch dieser drei Endungen eine sekundäre Besonderheit nur der anatolischen Sprachen darstellt.
Die genannten Endungen der ḫi-Konjugation treten stets zusammen mit dem -ó-Ablaut auf, der in der Wurzel, im Suffix und vor oder nach dem -n- des Nasalinfixes zu stehen kommen kann. Diese Endungen scheinen daher mit diesem Ablaut fest verschweißt zu sein. Bei diesem Zustand handelt es sich offenbar um eine – sonst in keiner anderen Einzelsprache auftretende – rein formale Imitation der Verhältnisse im grundsprachlichen Perfekt, das es demnach in einer Vorstufe des Anatolischen einmal gegeben haben muss. Eine weitere Besonderheit innerhalb der Problemstellung ist, dass Verben, die ein ursprüngliches -ó- in der Wurzel aufweisen, in einem normierenden Vorgang „attrahiert“, d. h. in die ḫi-Konjugation eingegliedert werden.
Die erwähnte – sekundäre – Verschweißung von -ó-Ablaut und ḫi-Konjugation-Endungen nur im Singular bietet einen deutlichen Hinweis darauf, dass in den nullstufigen Pluralformen, die die erwarteten, „normalen“ Endungen aufweisen, die ursprünglichen ererbten Verhältnisse bewahrt sind. Bei dieser Hypothese entfallen die bei den anderen Hypothesen auftretenden Erklärungsschwierigkeiten.

## Gliederung des anatolischen Zweigs
Der anatolische Zweig der indogermanischen Sprachen wird meist in folgende Sprachen unterteilt:
- Zentralanatolisch
  - Hethitisch
  - Kalašmisch[3]
  - Kanischitisch[4]
- Westanatolisch
  - Palaisch
  - Lydisch
  - Luwisch
    - Keilschrift-Luwisch
    - Hieroglyphen-Luwisch
    - Pamphylisch
      - Pisidisch
      - Sidetisch

    - Lykisch
      - Lykisch A
      - Lykisch B oder Milyisch

    - Karisch

Luwisch, Lykisch, Karisch, Pisidisch und Sidetisch werden gelegentlich als luwische Sprachen zusammengefasst, da sie näher verwandt zu sein scheinen. Mallory und Adams gliedern das Palaische mit dem Hethitischen in eine eigene Unterfamilie. 2023 wurde in Ḫattuša eine unvollständige Keilschrifttafel entdeckt, die einen Text in einer bislang unbekannten indogermanischen Sprache enthält, die im Gebiet Kalašma im nordwestlichen Anatolien gesprochen wurde (siehe Sprache von Kalašma).